# Taenioides kentalleni
Taenioides kentalleni es una especie de pez de la familia de los Gobiidae en el orden de los Perciformes.

## Morfología
- Las hembras pueden alcanzar los 19,82 cm de longitud total.
- Número de vértebras: 45.[1]

## Hábitat
Es un pez de mar y, de clima tropical y demersal.

## Distribución geográfica
Se encuentra en Arabia Saudita. 

## Observaciones
Es inofensivo para los humanos. 